# Владиславци
Владиславци е село в Западна България, Софийска област, община Драгоман.

## География
Селото се намира в историко-географската област Бурел. Отдалечено е на 10 км западно от Драгоман и на около 6-7 км източно от границата с Република Сърбия. През него преминава третокласният път 813, който свързва Драгоман и Трън.
Населението на Владиславци е 57 души към 15 март 2013 г.

## Редовни събития
Всяка година във Владиславци има събор на селото, който се провежда в първата неделя от месец юли.